# NGC 845
NGC 845 ist eine spiralförmige Radiogalaxie vom Hubble-Typ Sb im Sternbild Andromeda am Nordsternhimmel. Sie ist rund 204 Millionen Lichtjahre von der Milchstraße entfernt und hat einen Durchmesser von etwa 90.000 Lichtjahren. Vom Sonnensystem aus entfernt sich die Galaxie mit einer errechneten Radialgeschwindigkeit von näherungsweise 4.400 Kilometern pro Sekunde.
Im selben Himmelsareal befinden sich unter anderem die Galaxien NGC 834, NGC 841, PGC 8351, PGC 8587.
Das Objekt wurde im Oktober 1828 von John Herschel entdeckt.